# Hamnstad
 Hamnstad és una pel·lícula sueca dirigida per Ingmar Bergman, estrenada el 1948.

## Argument
Gösta treballa com a estibador al moll del port de Göteborg. Un dia, salva Berit, una noia molt jove que estava a punt d'ofegar-se. Més tard, es tornen a veure en un ball. Berit, que és un jove molt independent, mai no torna a veure els seus amants d'una nit; però Pero Gösta serà l'excepció.

## Repartiment
- Nine-Christine Jönsson: Berit
- Bengt Eklund: Gösta
- Mimi Nelson: Gertrud
- Berta Hall: la mare de Berit
- Birgitta Valberg: Mrs. Vilander
- Sif Ruud: Mrs. Krona
- Britta Billsten: una prostituta
- Harry Ahlin: Skåningen
- Nils Hallberg: Gustav